# Halové mistrovství ČSFR v atletice 1991
Halové mistrovství Československa v atletice 1991 se konalo v Praze ve dnech 23. a 24. února 1991.

## Medailisté

### Muži
| Soutěž          | Zlato                     | Stříbro                | Bronz                 |
| 50 m            | Jiří Valík 5.79           | Jiří Mezihorák 5.88    | Pavel Polomský 5.90   |
| 200 m           | Walter Pilch 21.64        | Ivo Rýznar 21.76       | Luboš Ruda 21.83      |
| 400 m           | Jiří Janoušek 47.55       | Václav Hřích 47.89     | Michal Báča 48.55     |
| 800 m           | Miloš Kostrec 1:51.76     | Luboš Růžička 1:52.67  | Vilém Gruml 1:53.59   |
| 1500 m          | Jiří Šoptenko 3:49.61     | Zdeněk Forster 3:49.63 | Petr Gebel 3:51.17    |
| 3000 m          | František Zálešák 8:23.87 | Jan Bláha 8:24.24      | Petr Stanka 8:27.83   |
| 50 m př.        | Robert Změlík 6.52        | Jiří Hudec 6.52        | Igor Kováč 6.55       |
| Chůze na 5000 m | Roman Mrázek 18:37.43     | Igor Kollár 18:50.82   | Rudolf Cogan 19:07.12 |
| Skok do výšky   | Milan Pavlík 218          | Josef Hrabal 218       | Milan Machotka 218    |
| Skok o tyči     | František Jansa 515       | Pavel Sluka 515        | Roman Zrun 500        |
| Skok daleký     | Robert Změlík 808         | Milan Gombala 774      | Martin Morkes 774     |
| Trojskok        | Milan Mikuláš 16.46       | Pavel Wiedermann 15.84 | Luboš Kummer 15.45    |
| Vrh koulí       | Jaroslav Žitňanský 17.71  | Remigius Machura 17.57 | Jan Bártl 17.15       |
| Sedmiboj        | nebyl na programu         | nebyl na programu      | nebyl na programu     |

### Ženy
| Soutěž          | Zlato                       | Stříbro                  | Bronz                     |
| 50 m            | Renata Kubalová 6.23        | Monika Špičková 6.38     | Andrea Zsideková 6.52     |
| 200 m           | Monika Špičková 23.97       | Renata Černá 24.87       | Karolína Severová 25.59   |
| 400 m           | Jana Blažková 55.12         | Naděžda Tomšová 55.22    | Marcela Tomšová 55.72     |
| 800 m           | Milena Strnadová 2:06.01    | Šárka Horsáková 2:20.30  | Magda Medková 2:22.34     |
| 1500 m          | Helena Zimová 4:32.71       | Ivana Mayerová 4:43.90   | Radka Halmová 4:43.92     |
| 3000 m          | Jana Brethová 10:32.25      | Lenka Štanclová 10:32.35 | Barbora Jirošová 11:07.96 |
| 50 m př.        | Blanka Henešová-Hladká 7.00 | Andrea Boklažuková 7.36  | Dagmar Votočková 7.43     |
| Chůze na 3000 m | Kamila Holpuchová 12:57.4   | Zuzana Zemková 13:05.7   | Ivana Brozmanová 13:14.6  |
| Skok do výšky   | Šárka Nováková 190          | Alena Varcholová 187     | Jana Brenkusová 187       |
| Skok daleký     | Romana Špiková 608          | Jitka Kubová 604         | Zuzana Liptáková 596      |
| Trojskok        | Dagmar Urbánková 13.11      | Pavla Jeremiášová 12.16  | Barbora Tesařová 12.16    |
| Vrh koulí       | Soňa Vašíčková 16.56        | Renata Bruková 15.24     | Dagmar Pešáková 15.15     |
| Pětiboj         | nebyl na programu           | nebyl na programu        | nebyl na programu         |